# キグナス石油

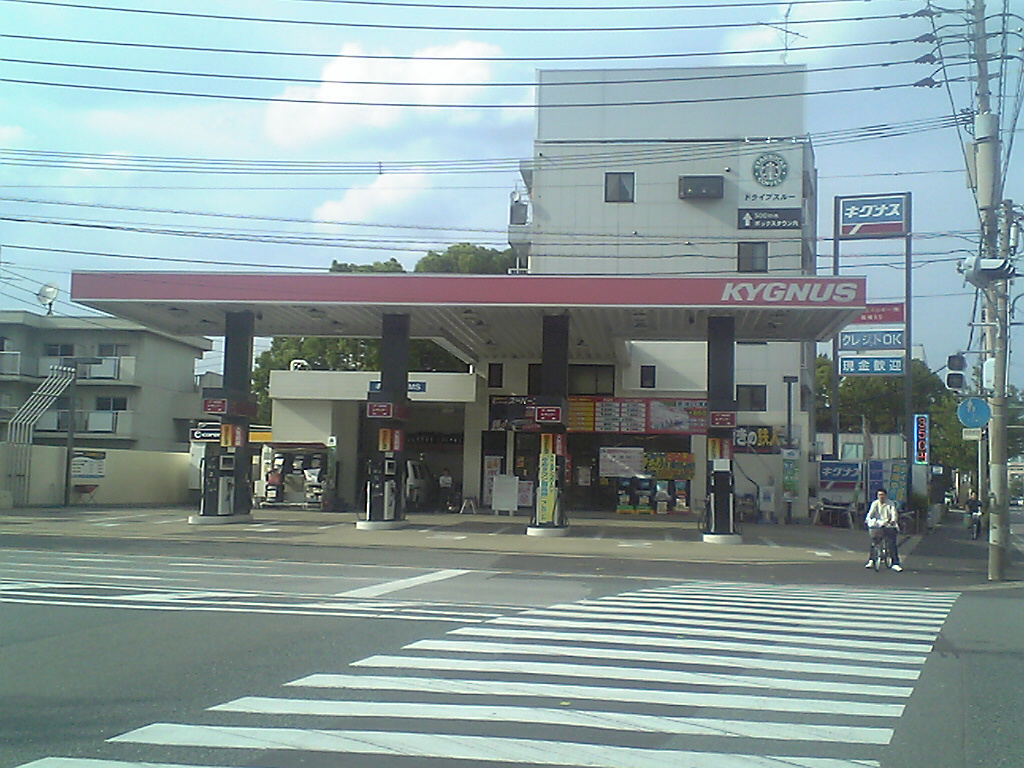
キグナス石油 旧ロゴ（1985年から2008年）

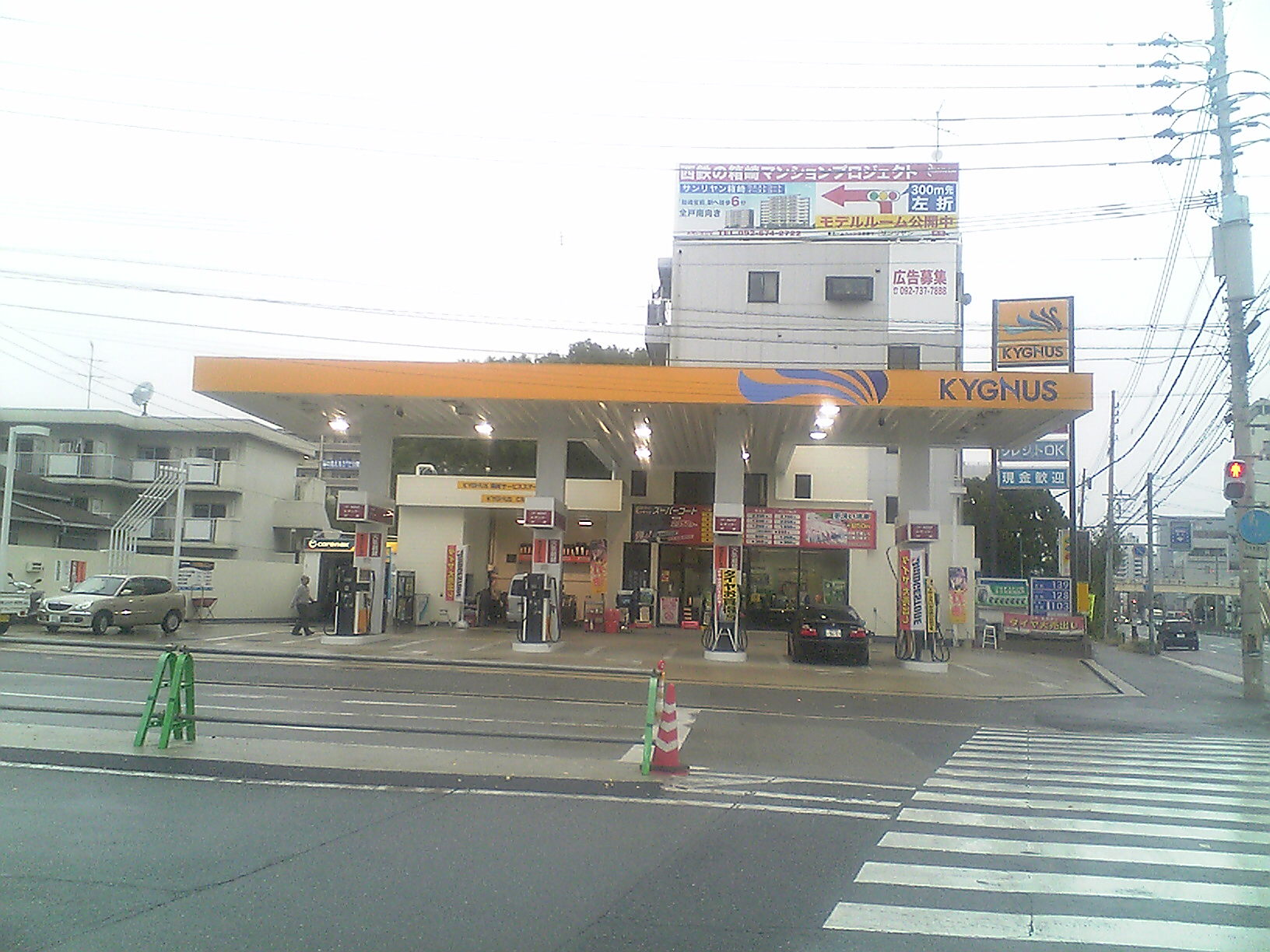
キグナス石油 新ロゴ（2008年より）

キグナス石油株式会社（キグナスせきゆ、英: KYGNUS SEKIYU K.K.）は、石油製品・石油化学製品の販売などを行うリコー三愛グループの会社である。
かつては、エクソンモービルグループ傘下であったが、2004年12月からは三愛石油（2022年4月より三愛オブリ）の傘下となっている。2017年にはコスモエネルギーホールディングスも出資しているが三愛石油から2割取得したのみでありコスモのグループには入っていない。給油所の数は2019年3月末現在で約462箇所存在する。
ENEOSや出光興産といった大手と比べると規模はかなり小さいが、ハイオクガソリンを業界で初めて販売した企業である。ブランド名「KYGNUS」の由来ははくちょう座を意味するシグナス（CYGNUS）から。

## 主力製品・事業
- ハイオクガソリン
  - α100 - 他社に先行する形でオクタン価が100（他社は98）であるとして発売された。
- ガソリン
- 軽油
- 潤滑油

かつては石油精製部門もグループ内にあった（日網石油精製→キグナス石油精製）が、東燃ゼネラル石油に同社が合併されて以降は東燃ゼネラル石油（その後JXエネルギーに合併されJXTGエネルギー、現在のENEOS）より燃料油の供給を受けていた。その後、コスモエネルギーホールディングスとの提携に伴い2020年1月にコスモ石油からの供給に切り替えた。

## 主要事業所
- 本社 - 東京都千代田区大手町2丁目3-2 大手町プレイスイーストビル10階
- 支店
  - 東日本支店 - 本社に同じ
  - 中部支店 - 名古屋市東区葵1丁目
  - 西日本支店 - 大阪府豊中市新千里東町1丁目
- 油槽所
  - 金沢油槽所 - 金沢市大野町
  - 名古屋油槽所 - 名古屋市港区潮見町
  - 高砂油槽所 - 兵庫県高砂市梅井5丁目
- サービスステーション - 岩手県、新潟県、福井県、滋賀県、鳥取県、沖縄県を除く日本全国に約460か所

## 歴史
- 1922年（大正11年）7月 - 日本漁網船具（現在のニチモウ）がヴァキュームオイル（後のモービル、現在のエクソンモービル）と提携、石油の販売を開始。後にキグナス石油として独立企業となるまでの間、日本漁網船具社内の石油部門として運営され、社内における主要な部門の1つとなる。
- 1949年（昭和24年）4月1日 - 日本漁網船具が石油元売企業に指定される。
- 1958年（昭和33年）11月25日 - 東亜燃料工業（後の東燃ゼネラル石油、現在のENEOS）と折半出資で日網石油精製株式会社（後のキグナス石油精製）を設立。
- 1972年（昭和47年）2月1日 - 日本漁網船具の石油部門が独立し、キグナス石油株式会社発足。日本漁網船具と東亜燃料工業の折半出資。なお、社名にもなったキグナスの名称は、元々独立以前に日本漁網船具の石油部門が販売していた潤滑油及びガソリンの名称から取られており、独立に伴って給油所前に掲げられた看板のデザインの一部がマイナーチェンジされ、日本漁網船具の石油部門時代から使用していた白鳥のロゴマークの下に書かれている文字が、ローマ字表記からカタカナ表記へと変更された。
- 2001年（平成13年）7月 - キグナス石油精製が東燃ゼネラル石油に合併。
- 2004年（平成16年）12月 - 三愛石油がキグナス石油の全株式を取得。
- 2017年（平成29年）
  - 2月21日 - コスモエネルギーホールディングスと資本業務提携を締結[2]。
  - 5月 - コスモエネルギーホールディングスが三愛石油よりキグナス石油の株式20%を取得。
- 2020年（令和2年）1月 - 製品の主要仕入れ先をコスモ石油に変更。

## 関係会社
国内グループ会社
- 中央産業販売
- キグナス興産
- キグナス石油販売
- キグナス液化ガス

関係会社
- 三愛オブリ

## 備考
- 広告 - 1987年まで後楽園球場の内野スタンド1階席と2階席間（1・3塁側共）の柱の部分の広告は全て同社のもので、白鳥が飛来する同社のマークがよく目立った。 1988年からは東京ドームの内野スタンドに「キグナス石油」の広告が出ていたが、1990年限りで撤退。
- CMキャラクター - 過去に田中広子らが務めていた。近年では、2004-2005年度は若槻千夏、2006-2007年度は岩佐真悠子、2008-2010年度は木下優樹菜、2012-2013年度は南明奈、2014年度からは田中理恵がそれぞれキグナスイメージガールを務めている。
- CIマーク・ブランドロゴ - 日本漁網船具が石油販売に進出した際には「月と魚」がマークに使われたが、昭和に入り「キグナス」をブランド名を採用するにあたり「月と白鳥」に改められた。 1985年に赤・青を基調としたものが制定され、この時にマークから「月と白鳥」が消えている。その後、2008年秋から黄色と青色の新マークのフィールドテストを一部地域で展開しており、2009年春から順次全国展開している。新マークでは白鳥が復活している（かつての月と白鳥マークとは全く別のデザイン）。サービスステーションのイメージカラーもこれまでの青・赤に変わって黄・青になった。
- また、1996年の秋頃には『ニュース・パレード』（NRN系全国ネット）の協賛スポンサーになっていた。
- 同社が販売するハイオクガソリンについて、オクタン価が100ではないのに公式ウェブサイト上では「オクタン価は100」と虚偽の宣伝をしていたことが、2020年6月29日に毎日新聞の報道で判明[3]。同社は取材を受け、同年4月にサイトを訂正した[4]。なお、前日の28日には同年1月に切り替えた主要仕入れ先であるコスモ石油においても虚偽表示が報道され[5]、同様に訂正されている[6]。さらに前日の27日には元売り各社間でのハイオクガソリンの混合出荷が報道[7]されたばかりであった[8]。